# Basalys formicarum
Basalys formicarum är en stekelart som beskrevs av Jean-Jacques Kieffer 1911. Basalys formicarum ingår i släktet Basalys, och familjen hyllhornsteklar. Arten är reproducerande i Sverige.